# Pseudophaloe cerealia
Pseudophaloe cerealia là một loài bướm đêm thuộc phân họ Arctiinae, họ Erebidae.